# Wydział Technologii Materiałowych i Wzornictwa Tekstyliów Politechniki Łódzkiej
Wydział Technologii Materiałowych i Wzornictwa Tekstyliów – jeden z wydziałów Politechniki Łódzkiej. Został powołany w roku 1947 jako Wydział Włókienniczy. W roku 2001 nastąpiła zmiana nazwy na Wydział Inżynierii i Marketingu Tekstyliów.

## Historia Wydziału
Na podstawie uchwały Rady Wydziału Mechanicznego PŁ z dnia 22 sierpnia 1945 roku początkowo utworzono Oddział Włókienniczy przy Wydziale Mechanicznym, którego praca miała opierać się na Katedrze Włókiennictwa, kierowaną przez prof. Władysława Bratkowskiego.
Starania przemysłu o utworzenie oddzielnego wydziału poparł ówczesny rektor Politechniki Łódzkiej prof. Bohdan Stefanowski, z inicjatywy którego Rada Wydziału Mechanicznego
powzięła na posiedzeniu w dniu 14 stycznia 1947 r. uchwałę głoszącą za celowe wyodrębnienie dotychczasowego oddziału włókienniczego w osobny Wydział.
W pierwszej połowie 1947 roku w ramach nowo powstałego wydziału zostały utworzone następujące katedry:
- Katedra Włókiennictwa I, przeniesiona z Wydziału Mechanicznego wraz z jej kierownikiem prof. Władysławem Bratkowskim,
- Katedra Włókiennictwa II, której kierownictwo objął inż. Paweł Prindisz,
- Katedra Urządzeń Przemysłowych Zakładów Włókienniczych, przeniesiona z Wydziału Mechanicznego wraz z kierownikiem inż. Mieczysławem Klimkiem,
- Katedra Surowców Włókienniczych Naturalnych, przeniesiona z Wydziału Mechanicznego wraz z kierownikiem inż. Tadeuszem Żylińskim.

W 1950  roku utworzono Katedrę Mechaniki Teoretycznej i Stosowanej, a jej kierownictwo objął dr Jerzy Leyko.
Wydział Włókienniczy rozpoczął działalność z początkiem roku akademickiego 1947/48, będąc przez pierwszy rok istnienia pod opieką Wydziału Mechanicznego. Z ramienia Wydziału Mechanicznego obowiązki urzędującego prodziekana organizującego się Wydziału Włókienniczego objął inż. Tadeusz Żyliński, który w początkach roku akademickiego 1948/49 został
powołany na stanowisko pierwszego dziekana. 7 września 1948 odbyło się pierwsze posiedzenie Rady Wydziału Włókienniczego, na którym postanowiono wystąpić do Ministerstwa Oświaty o przyznanie praw habilitowania z następujących dziedzin: surowce włókiennicze, technologia mechaniczna włókna, chemiczna technologia włókna oraz konstrukcja maszyn i urządzeń włókienniczych.
W roku akademickim 1949/50 powołano dalsze jednostki, były to:
- Katedra Technologii Włókien Sztucznych i Syntetycznych pod kierownictwem dra Atanazego Boryńca,
- Katedra Wykończalnictwa Przędzy i Tkanin, której kierownikiem został inż. Józef Meissner,
- Katedra Części Maszyn Włókienniczych pod kierownictwem inż. Juliana Hunki,
- Katedra Tkactwa kierowana przez inż. Józefa Grosmana,
- Zakład Dziewiarstwa kierowany przez inż. Leona Pfeifera.

Powyższa struktura organizacyjna Wydziału trwała do roku akademickiego 1956/57.
W roku akademickim 1957/58 nastąpiły zmiany nazw istniejących katedr. Katedra Części Maszyn i Konstrukcji Maszyn Włókienniczych została podzielona na dwie samodzielne katedry, a Zakład Dziewiarstwa został przekształcony w Katedrę Dziewiarstwa. Równocześnie utworzono Katedrę Chemii Fizycznej Polimerów, którą objęła doc. dr Eligia Turska oraz włączono do wydziału Katedrę Międzywydziałową Ekonomiki Przemysłu, którą początkowo kierował mgr W. Holtzman, a następnie od roku akademickiego 1959/60 doc. dr Jerzy Rachwalski. Po reorganizacji w skład Wydziału wchodziło 13 katedr z 17 przynależnymi do nich zakładami:
- Katedra i Zakład Mechaniki Technicznej;
- Katedra i Zakład Części Maszyn Włókienniczych,
- Katedra i Zakład Konstrukcji Maszyn Włókienniczych,
- Katedra i Zakład Urządzeń Przemysłowych Zakładów Włókienniczych,
- Katedra Surowców Włókienniczych i Metrologii z Zakładem Surowców Włókienniczych i Metrologii oraz Zakładem Technologii Produkcji Surowców Włókienniczych Naturalnych,
- Katedra Przędzalnictwa z Zakładem Podstaw przędzalnictwa, Zakładem Przędzalnictwa Bawełny oraz Zakładem Przędzalnictwa Wełny,
- Katedra Przędzalnictwa Włókien Łykowych z Zakładem Przędzalnictwa Włókien Łykowych i Zakładem Roszarnictwa.
- Katedra i Zakład Tkactwa,
- Katedra i Zakład Dziewiarstwa,
- Katedra i Zakład Wykończalnictwa Przędzy i Tkanin,
- Katedra i Zakład Technologii Włókien Sztucznych,
- Katedra i Zakład Chemii Fizycznej i Polimerów,
- Katedra i Zakład Ekonomiki Przemysłu.

W 1970 roku na skutek zmiany struktury organizacyjnej w Politechnice Łódzkiej w miejsce istniejących katedr i zakładów powstało sześć instytutów:
- Instytut Metrologii, Włóknin i Odzieżownictwa,
- Instytut Mechanicznej Technologii Włókna,
- Instytut Włókien Sztucznych (w styczniu 1994 podzielił się na Katedrę Chemii Fizycznej i Polimerów oraz Katedrę Technologii Włókien Sztucznych),
- Instytut Fizyki Włókna i Chemicznej Obróbki Włókna,
- Instytut Maszyn i Urządzeń Włókienniczych,
- Instytut Organizacji i Zarządzania (w 1991 roku oddzielił się i przekształcił w Wydział Organizacji i Zarządzania),
- Instytut Włókienniczy Filii Politechniki Łódzkiej w Bielsku-Białej (w 1992 roku przekształcił się w samodzielny Wydział Inżynierii Włókienniczej i Ochrony środowiska)

### Dziekani Wydziału[1]
- prof. Tadeusz Żyliński (1948–1952)
- prof. Józef Meissner (1952–1953)
- prof. dr inż. Jan Szmelter (1953–1954 i 1962–1964)
- prof. dr hab. Atanazy Boryniec (1954–1962)
- doc. dr hab. Marian Malinowski (1964–1966)
- doc. dr hab. Juliusz Zakrzewski (1966–1969)
- prof. dr hab. Janusz Szosland (1969–1975)
- prof. dr hab. Grzegorz Urbańczyk (1975–1979)
- prof. dr Włodzimierz Więźlak (1979–1981)
- doc. dr hab. Tadeusz Kołaciński (1981–1983)
- doc. dr Janusz Lipiński (1983–1990)
- prof. dr hab. Kazimierz Kopias (1990–1996)
- prof. dr hab. Waldemar Kobza (1996–2001)
- prof. dr hab. Izabella Krucińska (2001–2008)
- prof. dr hab. Ryszard Korycki (2008-2012)
- prof. dr hab. Józef  Masajtis (2012-2016)
- prof. dr hab. Katarzyna Grabowska (od 2016)

## Struktura Wydziału[2]
W skład Wydziału Technologii Materiałowych i Wzornictwa Tekstyliów wchodzą następujące jednostki:
- Instytut Architektury Tekstyliów
- Instytut Włókiennictwa
- Katedra Inżynierii Mechanicznej, Informatyki Technicznej i Chemii Materiałów Polimerowych

## Władze Wydziału[3]
- Dziekan: prof. dr hab. inż. Katarzyna Grabowska
- Prodziekan ds. rozwoju: dr hab. inż. Marcin Barburski, prof. uczelni
- Prodziekan ds. kształcenia: dr Monika Malinowska-Olszowy, prof. uczelni
- Prodziekan ds. studenckich: dr inż. Elżbieta Radaszewska, prof. uczelni.

## Kierunki kształcenia[4]
Wydział prowadzi pięć kierunków studiów w trybie stacjonarnym:
- Inżynieria Wzornictwa Przemysłowego – studia I stopnia
- Włókiennictwo – studia II stopnia
- Włókiennictwo i Przemysł Mody - studia I stopnia
- Wzornictwo – studia I i II stopnia
- Tekstronika – studia I stopnia

Ofertę Wydziału wzbogacają również studia podyplomowe na kierunkach:
- 2 – semestralne Studia Podyplomowe „Konstrukcja Ubioru”
- 2 – semestralne Studia Podyplomowe „Bezpieczeństwo i Higiena Pracy”
- 4 – semestralne Studia Podyplomowe z Zakresu Odzieżownictwa dla Nauczycieli